# Tri-ethyleenglycoldiglycidylether
Tri-ethyleenglycoldiglycidylether is een organische verbinding met als brutoformule C12H22O6. Het is een kleurloze vloeistof.

## Toxicologie en veiligheid
De stof kan waarschijnlijk ontplofbare peroxiden vormen. Ze reageert met sterk oxiderende stoffen.